# تومي أندرسون (لاعب كرة قدم)
تومي أندرسون (بالإنجليزية: Tommy Anderson)‏ (24 سبتمبر 1934 في المملكة المتحدة - ) هو مدرب كرة قدم ولاعب كرة قدم بريطاني في مركز مهاجم داخلي. لعب مع ستوكبورت كونتي وكوين أوف ساوث وكوينز بارك رينجرز ونادي بورنموث ونادي توركي يونايتد ونادي دونكاستر روفرز ونادي ريكسهام ونادي سانت ميرين ونادي فالكيرك ونادي ليتون أورينت ونادي واتفورد ونادي يميريك ونادي جنوب ملبورن ونادي بارو.

## وصلات خارجية
- تومي أندرسون على موقع قاعدة بيانات كرة القدم.إي يو (الإنجليزية)